# Cesare Gabasio
Cesare Gabasio (fl. XX secolo) è stato un calciatore italiano, di ruolo difensore.

## Carriera
Cresce nel Torino, disputando 2 partite nel campionato di Prima Divisione 1925-1926 e restando con i granata fino al 1928.
Nel campionato di Divisione Nazionale 1928-1929 passa alla Biellese con cui disputa altre 7 partite in massima serie.